# Беркет-Ключевское сельское поселение
Беркет-Ключевское се́льское поселе́ние — муниципальное образование в Черемшанском районе Татарстана Российской Федерации.
Административный центр — село Беркет-Ключ.

## История
Статус и границы сельского поселения установлены Законом Республики Татарстан от 31 января 2005 года № 45-ЗРТ «Об установлении границ территорий и статусе муниципального образования "Черемшанский муниципальный район" и муниципальных образований в его составе».

## Население
| 2010 | 2011 | 2012 | 2013 | 2014 | 2015 | 2016 |
| ---- | ---- | ---- | ---- | ---- | ---- | ---- |
| 809  | ↘807 | ↘781 | ↗782 | ↘765 | ↘740 | ↘729 |
| 2017 | 2018 |      |      |      |      |      |
| ↘707 | ↘688 |      |      |      |      |      |

## Состав сельского поселения
| № | Населённый пункт | Тип населённого пункта       | Население |
| - | ---------------- | ---------------------------- | --------- |
| 1 | Беркет-Ключ      | село, административный центр | ↘707      |